# بابوية القوط الشرقيين

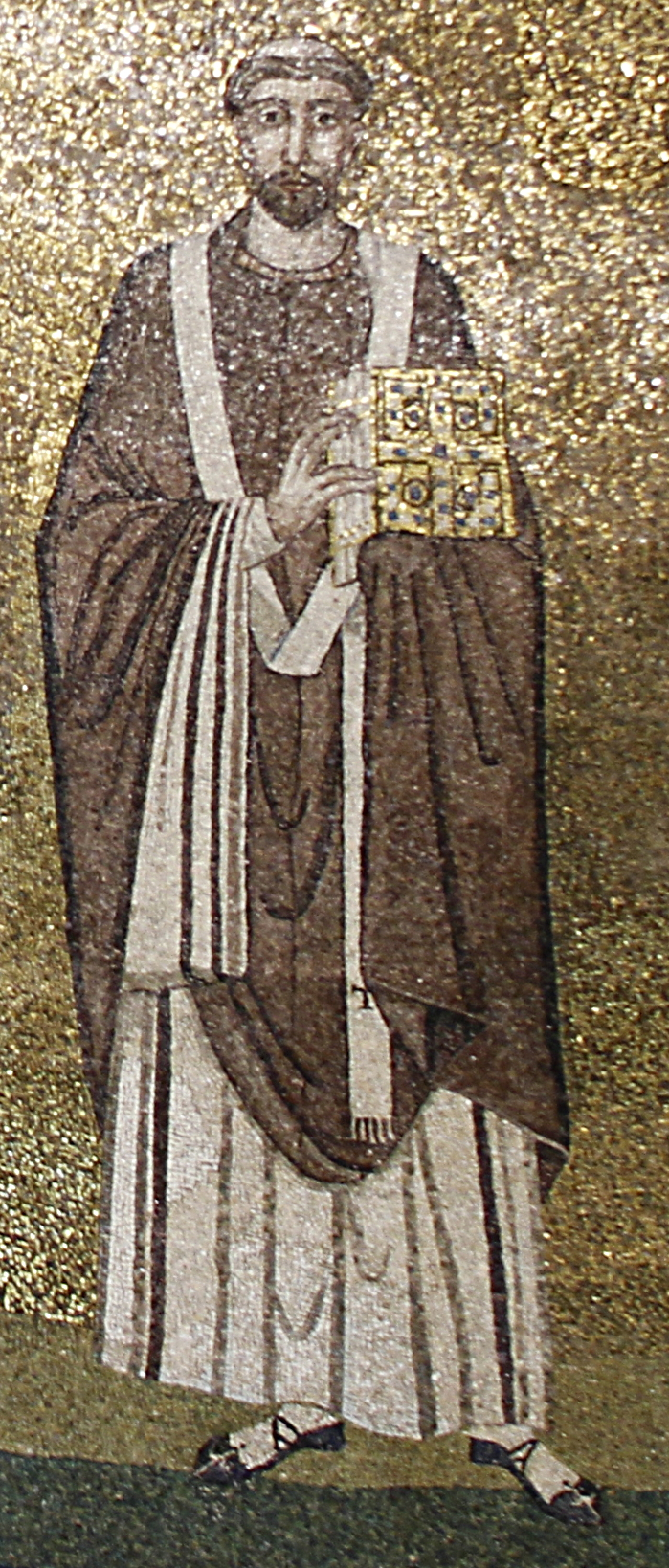
انتصار البابا سميساخوس (498–514) على البابا المزيف لورانيوس والذي يُعد أول مثال مسجل على السيمونية في تاريخ البابوية.

استمرت بابوية القوط الشرقيين منذ 493 حتى 537، وتأثرت البابوية بشدة بمملكة القوط الشرقيين، وعُين البابا بشكل مباشر في بعض الأحيان من قبل ملك القوط الشرقيين. تأثر اختيار وإدارة الباباوات خلال هذه الفترة بشكل كبير بثيودوريك العظيم وخلفائه أثالاريك وثيوداهاد. انتهت هذه الفترة بإعادة غزو جستنيان الأول لروما خلال الحرب القوطية (535-554)، لتدشين البابوية البيزنطية (537-752).
وفقًا لهورث «في حين لم يتدخل الملوك القوطيون كثيرًا في عملهم الإداري، طالما لم يتدخلوا هم أنفسهم في السياسة، لكنهم تدخلوا بشكل كبير في اختيار الباباوات الجدد وهيمنوا إلى حد كبير على انتخابهم. سادت السيمونية إلى حد فاضح، وكان هناك مؤامرات مشينة، وأصبحت جودة ومواهب المرشحين ذات أهمية ثانوية في فرص انتخابهم، مقارنة بمهاراتهم في إفساد مسؤولي الملوك الأجانب وسلطاتهم في الخداع». وفقًا للموسوعة الكاثوليكية، كان ثيودوريك متسامحًا مع الكنيسة الكاثوليكية ولم يتدخل في الأمور العقائدية. وظل محايدًا قدر الإمكان تجاه البابا، على الرغم من أنه مارس نفوذًا كبيرًا في شؤون البابوية».

## نظرة عامة
حكم عشرة باباوات بين عامي 493 و537:
- البابا غاليسيوس الأول (492-496)
- البابا أناستاسيوس الثاني (496–498)
- البابا سيماخوس (498–514)
- البابا هورميسداس (514–523)
- البابا يوحنا الأول (523–526)
- البابا فيليكس الرابع (526–530)
- البابا بونيفاس الثاني (530–532)
- البابا يوحنا الثاني (533–535)
- البابا أغابيتوس الأول (535–536)
- البابا سيلفيريوس (536–537)

خلال هذه الفترة، كان هناك أربعة ملوك من القوط الشرقيين:
- ثيودوريك الكبير (474–526) (ملك إيطاليا منذ عام 493)
- أثالاريك (526–534)
- ثيوداهاد (534–536)
- ويتجيس (536–540)

خلال هذه الفترة نفسها، كان هناك ثلاثة أباطرة بيزنطيين:
- أنستاسيوس الأول (491–518)
- جوستين الأول (518–527)
- جوستينيان الأول (527–565)

## تاريخيًا

### منذ سقوط روما
كان البابا سمبليكوس (468-483) هو البابا الذي شهد الإطاحة النهائية بالإمبراطورية الرومانية الغربية، ومرض في عام 483. وكان الانتخاب البابوي في مارس 483 الانتخاب الأول الذي جرى من دون وجود إمبراطور روماني غربي. وبينما كان سمبليسيوس لا يزال على قيد الحياة، دعا الحاكم البريتوري، كيسينا ديسيوس ماكسيموس باسيليوس، مجلس الشيوخ الروماني ورجال الدين الرومانيين والأساقفة المحليين البارزين إلى الضريح الإمبراطوري. وأصدر سمبليسيوس تحذيرًا يعلن فيه أنه لا يجوز انتخاب خليفته من دون موافقة باسيليوس. وكان باسيليوس زعيمًا للأرستقراطية الرومانية ورئيس وزراء أودواكر «ملك إيطاليا». خلف سيمبليسيوس البابا فيليكس الثالث (483-492)، والبابا جيلاسيوس الأول (492-496)، والبابا أناستاسيوس الثاني (496-498).

### الانشقاق الأول
أصبح دور القوط الشرقيين واضحًا في الانشقاق الأول. في 22 نوفمبر 498، انتُخب كل من البابا سيماشوس والبابا لورينتيوس للبابوية. وافق مجلس الشيوخ الروماني على سيماخوس، لكن قدم كلًا من الإمبراطور البيزنطي أناستاسيوس الأول والملك القوطي ثيودوريك العظيم دعمهما للورينتيوس في الأصل، الذي نُصب في قصر لاتيران.
لجأ سيماخوس ولورينتيوس إلى رشوة ثيودوريك لدعمه، بأموال من الأرستقراطيين الرومان الذين دعموهم. وهي أول حالة موثقة للسيمونية البابوية، إذ حاول كلا المرشحين رشوة المستشارين الملكيين، إن لم يكن ثيودوريك نفسه، للتأثير على اختياره. وفقًا لديكورمينين ودي لاهايا، كان من بين العوامل التي أثرت على ثيودوريك أيضًا في انحيازه إلى سيماخوس وطرد لورينتيوس من روما خوفه من أن يكون الأخير متأثرًا بشكل كبير بالحاكم البيزنطي، ولكن وفقًا لريتشاردز فإن هذا «لم يثبت ببساطة من خلال الأدلة». في إعلانه عن قراره، استشهد ثيودوريك بأغلبية الدعم الديني وحقيقة الرسامة المسبقة.
في الأول من مارس عام 499، أعلن سيماخوس أمام مجمع في كنيسة القديس بطرس القديمة خطته لإصلاح تمويل الحملات الانتخابية في المستقبل. كان لورينتيوس من بين أولئك الذين وقعوا على قانونه، بعد تعيينه أسقفًا لنوكيريا كتعزية لفقدانه مطالبته بالبابوية. أصدر سيماخوس مرسومًا يقضي بأن يكون الأساقفة الحاكمون قادرين على تعيين خلفائهم، مما أنهى مشاركة العلمانيين لمدة نصف قرن على الأقل.
عندما حاول أنصار لورينتيوس عزل سيماخوس بسبب احتفاله بعيد الفصح وفقًا للتقويم الخاطئ، استدعى ثيودوريك البابا أمامه في أريمينوم لحل الأمر. عندما وصل سيماخوس، اكتشف أن التهم الموجهة إليه تضمنت الفجور وسوء إدارة ممتلكات الكنيسة، وفر عائدًا إلى روما. عزز هروبه حزب لورينتيوس، الذي نجح في إقناع ثيودوريك بإرسال زائر إلى روما للاحتفال بعيد الفصح وفقًا للتقويم اليوناني وعقد مجمع للنظر في التهم الموجهة إلى سيماخوس. جاء بطرس من ألتينوم، أسقف إستريا، إلى روما للإشراف على احتفال عيد الفصح الجديد وتولى إدارة الكرسي الرسولي في انتظار نتائج المجمع.

في الدورتين الأوليين، لم يتمكن الأساقفة الإيطاليون المجتمعون من الاتفاق على الإجراءات المناسبة لتسوية الأمر، لكن الدورة الثالثة برأت سيماخوس. تبنى ثيودوريك نهجًا غير مباشر تجاه المجمع، ورفض الطلبات المتكررة له بالسفر إلى روما وحل الأمر شخصيًا. وفقًا لريتشاردز:
«هناك شيء صادم حقًا في الطريقة التي تسابق فيها الأساقفة المجتمعون في الكنيسة الكاثوليكية لإقناع أحد البرابرة المهرطقين بتحديد من يجب أن يكون البابا. هذا الأمر يقوض تمامًا فكرة نظرية الملكية البابوية التي تفترض أن الكنيسة كانت أعلى من السلطات الدنيوية. فقد لجأت كلا الفصائل المتنازعة، سيماتشيان ولورنتيان، إلى الملك للتحكيم في عام 489، وقبل كلا الجانبين بعقده مجمعًا كنسيًا. ورفع سيماتشوس، في النهاية قراره بشأن قضيته إلى الله والملك، وهو تصرف بعيد كل البعد عن السلوك الذي نتوقعه من مدافع عن السيادة البابوية. في الواقع، يشير الانتظام الذي لجأوا به إلى تدخل الملك من كلا الجانبين إلى نظرة سائدة تعترف بحياديته».
وعلى الرغم من المجمع، تمكن لورينتيوس من العودة إلى روما، والاستيلاء على جزء كبير من التراث البابوي وكنائس المدينة، والحكم من قصر لاتيران بينما بقي سيماخوس في كنيسة القديس بطرس.